# Deutsche Basketballmeisterschaft der Frauen 1958
Die Endrunde um die Deutsche Basketballmeisterschaft der Frauen 1958 fand vom 10. bis 11. Mai 1958 zeitgleich mit den Titelkämpfen der Männer in Heidelberg statt. Die vier qualifizierten Mannschaften ermittelten in einem K.-o.-System den zwölften deutschen Basketballmeister der Frauen. Das Turnier gewann zum vierten Mal in Folge der Heidelberger TV, der sich im Finale mit 64:20 (36:9) gegen den ASV Berlin durchsetzen konnte. Beste Spielerin des Finals war die ungarische Nationalspielerin Maria Nagy, die 33 Punkte für die Heidelberger erzielte. Dritter wurde der USC Heidelberg, den vierten Platz belegte der ATV Düsseldorf. Der Heidelberger TV qualifizierte sich als deutscher Meister für den erstmals ausgetragenen Europapokal der Landesmeister 1958/59.
Die Meistermannschaft des Heidelberger TV, trainiert von Wolf Heinker, bestand aus Lore Himmel, Hannelore Kreische, Erika Pfeiffer, Erika Uhrig, Helga Gieser, Maria Nagy (verheiratete Biller), Brigitte Stein, Käti Becht, Gisela Heinker und Doris Holl. Am 31. Januar 1959 wurde den genannten Spielerinnen sowie Hanne Lindowski für die Meisterschaften der Jahre 1955 bis 1958 das Silberne Lorbeerblatt verliehen.

## Turnierplan
|  | Halbfinale          | Halbfinale |                |    | Finale | Finale |
|  |                     |            |                |    |        |        |
|  | Heidelberger TV     | 60         |                |    |        |        |
|  | ATV Düsseldorf      | 22         |                |    |        |        |
|  |                     |            |                |    |        |        |
|  |                     |            |                |    |        |        |
|  | Heidelberger TV     | 64         |                |    |        |        |
|  |                     | ASV Berlin | 20             |    |        |        |
|  |                     |            |                |    |        |        |
|  | Spiel um Platz drei |            |                |    |        |        |
|  |                     |            | ATV Düsseldorf | 24 |        |        |
|  | ASV Berlin          | 41         | USC Heidelberg | 41 |        |        |
|  | USC Heidelberg      | 24         |                |    |        |        |